# Alison Korn
Pour les articles homonymes, voir Korn (homonymie).
Alison Jennifer Korn est une rameuse canadienne née le 22 novembre 1970 à Ottawa.

## Biographie
Korn commença à rammer à l’âge de 21 ans. Elle remporte aux Jeux olympiques d'été de 1996 à Atlanta la médaille d'argent en huit avec Heather McDermid, Tosha Tsang, Maria Maunder, Emma Robinson, Anna Van der Kamp, Jessica Monroe, Theresa Luke et Lesley Thompson-Willie. En 2000, Alison Korn est médaillée de bronze en huit avec Heather McDermid, Laryssa Biesenthal, Emma Robinson, Theresa Luke, Heather Davis, Dorota Urbaniak, Lesley Thompson-Willie et Buffy Alexander-Williams.

## Palmarès

### Jeux olympiques
- Jeux olympiques d'été de 1996  à Atlanta
  -  Médaille d'argent en huit

- Jeux olympiques d'été de 2000 à Sydney
  -  Médaille de bronze en huit

### Championnats du monde
- Championnats du monde d'aviron 1999 à Saint Catharines
  -  Médaille de bronze en huit

- Championnats du monde d'aviron 1998 à Cologne
  -  Médaille d'or en deux sans barreur
  -  Médaille de bronze en huit

- Championnats du monde d'aviron 1997 à Lucerne
  -  Médaille d'or en deux sans barreur
  -  Médaille d'argent en huit